# Monitor (Oregon)
Monitor az Amerikai Egyesült Államok északnyugati részén, Oregon állam Marion megyéjében, Mt. Angel közelében elhelyezkedő önkormányzat nélküli település.
Minden tavasszal tulipánfesztivált rendeznek.

## Nevének eredete
Egy elmélet szerint a település nevét a Monitor malomról kapta, azonban annak tulajdonosa 1990-ben azt nyilatkozta, hogy a létesítményt a USS Monitor hajóról nevezték el. A települést 1869-ben alapították; mivel a Monitor nevet korábban semmilyen földrajzi hely nem viselte, ezért valószínű, hogy a helység névadója nem a malom, hanem a hajó.

## Fordítás
- Ez a szócikk részben vagy egészben  a   Monitor, Oregon című angol Wikipédia-szócikk ezen változatának fordításán alapul.  Az eredeti cikk szerkesztőit annak laptörténete sorolja fel. Ez a jelzés csupán a megfogalmazás eredetét és a szerzői jogokat jelzi, nem szolgál a cikkben szereplő információk forrásmegjelöléseként.